# مین‌روب پروژه ۸۹ کندر
مین‌روب پروژه ۸۹ کندر (به انگلیسی: Project 89 Kondor Minesweeper) یک کشتی است که طول آن ۵۱٫۹۸ متر (۱۷۰ فوت ۶ اینچ) می‌باشد.